# Mnozil Brass
Mnozil Brass — австрийский брасс-ансамбль.

## История
Mnozil Brass создан в 1992 году группой выпускников Венской консерватории.

## Участники

### Нынешние участники
- Томас Ганш (нем. Thomas Gansch), труба
- Роберт Ротер (нем. Robert Rother), труба
- Роман Риндбергер (нем. Roman Rindberger), труба (с 2004 г.)
- Леонард Пауль (нем. Leonhard Paul), тромбон и бас труба
- Герхард Фюсль (нем. Gerhard Füssl), тромбон
- Зольтан Кишш (нем. Zoltan Kiss), тромбон (с 2004 г.)
- Вильфрид Брандштёттер (нем. Wilfried Brandstötter), туба

### Бывшие участники
- Вольфганг Зом(нем. Wolfgang Sohm), труба (до 2004 г.)
- Себастьян Фухсбергер (нем. Sebastian Fuchsberger), тромбон (до 2004 г.; в данный момент участник ансамбля «Global.Kryner»)
- Эд Партика (нем. Ed Partyka), тромбон (с 2004 до 2005 г.)

## Дискография
CD:
- 2004 — Dasselbe in Grün
- 2004 — Ragazzi
- 2004 — Smoke Live
- 2004 — Wenn der Kaiser Grooved
- 2004 — Zimt
- 2008 — What Are You Doing with the Rest of Your

DVD:
- 2005 — Seven
- 2006 — Das Trojanische Boot / The Trojan Boat
- 2008 — Das Gelbe Vom Ei / La Creme de la Creme